# 패밀리맨 (만화)
《패밀리맨》은 정필원작가가 2009년 7월 31일부터 2010년 5월 28일까지(후기 제외) 네이버에 연재한 만화이다. 이 만화는 부상을 입고 회사에서 해고되어 차마 가족들에게 모습을 드러낼 수 없어진 한 아버지의 이야기이며, '구구맨'이라는 작품 속 세계관의 가상의 만화가 줄거리에 큰 영향을 미친다. 후기를 제외하고 총 41화로 완결되었고, 2010년 5월에 단행본이 출시되었다.

## 줄거리
주인공 '권강호'는 전직 소방대원이었으며 현재 공장에서 일을 하는, 아내와 두 자녀가 있는 평범한 가장이었다. 아내 이름은 '서영란'이고, 아들 이름은 '권희중'인데 정신지체장애가 있다. 마지막으로 딸은 집안의 막내로 '권다림'이다. 일이 많아서 집에는 가끔씩만 가며 가족들과 전화통화만 하던 그는 어느 날 너무 졸려서 기계에 기대어서 졸다가 왼쪽 눈에 화상을 입는다. 게다가 얼마 전 공장에 난 불이 자신의 잘못임으로 밝혀져서 회사에서 해고당하지만, 해고와 부상을 한꺼번에 당하고 차마 가족들에게 돌아갈 수 없었다. 강호는 가족들이 사는 곳으로 돌아갔지만 집에 가지는 않았다. 그곳에서 강호는 길을 가다가 사고로 머리카락으로 가린 흉터가 보이게되고, 딸 다림이가 이를 보고 자기 아버지인 강호를 유괴범으로 착각한다. 이에 강호는 상처입고 술김에 다림이를 낳지 말자고 했던 과거가 기억나 자책을 하게 된다. 궁여지책으로 일단 새 직장을 구할 때까지 친구 '주성철'의 세탁소에서 일을 도와주면서 살게되는데, 강호는 전날 술을 먹고 아침이 되어서야 친구의 세탁소로 가다가 다림이가 고장난 신호등을 건너는 것을 본다. 강호는 본능적으로 뛰어들어 다림이를 구하다가 길거리에 있던 구구맨 마스크를 뒤집어쓰게 된다. 그러자 다림이는 아빠를 구구맨으로 착각한다. 그 일이 있고 얼마 후 한 알바가 가게 주인과 싸우다가 찢어진 구구맨 슈트를 갖다 맡긴다. 알바는 옷을 성철의 세탁소에다 맡기고 가다가 사채업자를 만나게되고, 그에게 빚을 진 알바는 잡히면 죽는단 생각에 전속력으로 도망을 치다 유괴범 현상수배를 보고 유괴를 해서 빚을 갚을 생각을 하게 된다. 강호는 알바가 나간 후 구구맨슈트를 보게 되고 호기심에 그 옷을 입고 위에 평상복을 입고 외출을 한다. 한편 알바는 유치원 집사로 일하는 형을 꼬드겨 신상명세서를 꺼내 돈 많은 의사의 아들을 노리게 되고 성공하려는 찰나 다림이는 그것을 목격한다. 알바는 당황하여 다림이도 납치하려고 하는데.....